# Dans la jungle ou dans le zoo
Albums de Jean Ferrat
Je ne suis qu'un cri Ferrat 95
Dans la jungle ou dans le zoo est un album studio de Jean Ferrat sorti  chez Temey en 1991.

## Histoire
Le titre de la chanson Dans la jungle ou dans le zoo donne son nom à l'album. Jean Ferrat s'inspire d'une métaphore connue à l'époque de la guerre froide, et notamment popularisée par Miloš Forman, comparant les sociétés occidentales ("La jungle") et le bloc de l'Est ("Le zoo"). 
En 1991, au moment de la sortie du disque, Jean Ferrat en fait la promotion dans l’émission stars 90 présenté par  Michel Drucker  au Pavillon Baltard, l'ordre des chansons chantées est différent  par rapport à l'album.

## Titres
| 1.    | Dans la jungle ou dans le zoo |  | 4:53 |
| 2.    | Les Petites Filles modèles    |  | 3:46 |
| 3.    | Parle-moi de nous             |  | 4:06 |
| 4.    | Dingue                        |  | 4:48 |
| 5.    | Les Tournesols                |  | 4:25 |
| 6.    | Chante l'amour                |  | 4:23 |
| 7.    | À la une                      |  | 4:10 |
| 8.    | Le Grillon                    |  | 3:29 |
| 9.    | Bicentenaire (1989)           |  | 3:35 |
| 10.   | Les Jeunes Imbéciles          |  | 3:42 |
| 11.   | Tu aurais pu vivre            |  | 4:13 |
| 12.   | Mon amour sauvage             |  | 3:48 |
| 13.   | Nul ne guérit de son enfance  |  | 4:21 |
| 14.   | La Paix sur Terre             |  | 4:03 |
| 57:42 |                               |  |      |

## Crédits
- Paroles et musiques: Jean Ferrat
- Arrangements: Alain Goraguer

## Réferences
1. ↑  Thierry Coljon, « LA MONTAGNE ENTRE JUNGLE ET ZOO » , sur lesoir.be, 4 novembre 1991 (consulté le 29 septembre 2020).